# Yraguara
Yraguara is een geslacht van hooiwagens uit de familie Gonyleptidae.
De wetenschappelijke naam Yraguara is voor het eerst geldig gepubliceerd door Mello-Leitão in 1937. 

## Soorten
Yraguara omvat de volgende 2 soorten:
- Yraguara annulipes
- Yraguara fleuryi